# David Richards (sport automobile)
Pour les articles homonymes, voir David Richards et Richards.
David Richards (né le 3 juin 1952 en Grande-Bretagne) est un ancien copilote de rallye, désormais directeur d'équipe de sport automobile. Indissociable de l'entreprise Prodrive qu'il a fondée en 1984 et qu'il préside depuis, il a également dirigé les écuries Benetton et British American Racing en Formule 1. De 2007 à 2020, il est l'un des copropriétaires d'Aston Martin.

## Biographie
Copilote en rallye du Finlandais Ari Vatanen (avec lequel il devient champion de Grande-Bretagne en 1980, puis du monde en 1981, sur Ford), David Richards met rapidement un terme à sa carrière sportive pour fonder en 1984 la firme Prodrive, chargé de préparer et d'engager des voitures en compétition. Au fil des années 1990, Prodrive obtient une renommée mondiale en assurant avec succès l'engagement officiel des Subaru Legacy puis Impreza dans le championnat du monde des rallyes. Colin McRae, Richard Burns et Petter Solberg deviennent ainsi champion du monde sur les Subaru de Prodrive. À la tête de Prodrive, David Richards devient rapidement la figure majeure du monde des rallyes. En acquérant les droits commerciaux du championnat du monde, il fait même figure de "Bernie Ecclestone des rallyes.
À l'automne 1997, David Richards apparaît pour la première fois en Formule 1 lorsque la famille Benetton l'appelle pour remplacer Flavio Briatore à la direction de l'équipe. Mais l'expérience ne dure qu'un an. Fin 1998, à la suite d'importantes divergences de vue avec la famille Benetton sur l'avenir de l'écurie, David Richards préfère partir. Il effectue son retour en Formule 1 fin 2001, à la direction de l'écurie British American Racing, en remplacement de Craig Pollock. La venue de Richards chez BAR s'accompagne dans le même temps d'une entrée de Prodrive dans le capital de l'écurie. Mais fin 2004, à l'issue de trois saisons au cours desquelles BAR progresse régulièrement, Richards et Prodrive sont poussés dehors par Honda, devenu actionnaire de BAR à hauteur de 45 %. Richards est remplacé à la tête de BAR par Nick Fry, qui était jusqu'alors son bras droit chez Prodrive.
Alors que la firme Prodrive a progressivement diversifié ses activités (citons notamment les succès des Ferrari et des Aston Martin préparées par Prodrive pour les compétitions d'endurance), elle devait (avec à sa tête David Richards) effectuer son retour en Formule 1, cette fois en tant qu'écurie à part entière, en 2008. Prodrive ayant en effet obtenu de la FIA le douzième et dernier ticket d'inscription dans le championnat du monde. Cependant, le 22 novembre 2007, il annonce que Prodrive ne participera pas au championnat de Formule 1 2008 du fait de la menace judiciaire qui pèse sur son projet d'acheter des châssis à McLaren-Mercedes.
Fin 2008, Prodrive quitte également le championnat du monde des rallyes à la suite du retrait de Subaru. Le retour de David Richards et de ses troupes a lieu moins de trois ans plus tard, lorsque l'Écossais accompagne le retour à la compétition de Mini. La Mini Countryman WRC doit disputer 6 manches de la saison 2011 du WRC avec Kris Meeke et Dani Sordo. David Richards vise alors le podium pour 2011, la victoire pour 2012 et le titre pour 2013.
De mars 2007 à 2020, David Richards est l'un des copropriétaires de la marque anglaise Aston Martin, qu'il a racheté au constructeur américain Ford.